# Apple M1
L'Apple M1 è un system-on-a-chip (SoC) progettato da Apple Inc. in architettura RISC su base ARM (Aarch64) per i computer Mac e i tablet iPad. È il primo processore della serie Apple Silicon, segnando il passaggio dall’architettura x86 di Intel a un’architettura basata su ARM progettata internamente da Apple.
Basato su un processo produttivo a 5 nm di TSMC, l’M1 integra CPU, GPU, memoria unificata (UMA), e altri componenti in un singolo chip, offrendo un’elevata efficienza energetica e prestazioni superiori rispetto ai chip Intel utilizzati nei precedenti Mac.
Presentato all'evento "One more thing." del 10 novembre 2020, Apple M1 viene montato su MacBook Air 13" 2020, MacBook Pro 13" 2020, Mac mini 2020, iMac 24” 2021, iPad Pro 2021 e iPad Air 2022.

## Caratteristiche

### CPU
L’Apple M1 integra una CPU a 8 core (ARMv8.4-A), basata su un’architettura big.LITTLE e ottimizzata per il bilanciamento tra prestazioni e consumo energetico. La CPU è suddivisa in:
- 4 core ad alte prestazioni (“Firestorm”), progettati per gestire carichi di lavoro intensivi. Ogni core dispone di una cache L1 da 192 KB per le istruzioni e 128 KB per i dati, oltre a una cache L2 condivisa da 12 MB.[4][5]
- 4 core ad alta efficienza (“Icestorm”), ottimizzati per ridurre il consumo energetico nelle operazioni meno impegnative. Ogni core ha una cache L1 da 128 KB per le istruzioni e 64 KB per i dati, con una cache L2 condivisa da 4 MB.[4][5]

### GPU
L’Apple M1 integra una GPU a 8 core (7 sul modello "entry level" del MacBook Air 2020) che operano tra i 450 MHz e i 1,278 GHz, con una richiesta energetica massima di circa 10 W e contiene 128 EU (Execution Unit). In totale l'M1 contiene 256 unità di esecuzione (EU), 32 per core, in grado di eseguire quasi 25.000 thread simultaneamente, garantendo un throughput (FP32) fino a 2,6 TFLOPS.
Anche la GPU è prodotta col processo di produzione TSMC a 5 nm.

### NPU
L'M1 è dato di una unità di elaborazione neurale (NPU) denominata "Apple Neural Engine", composta da 16 core in grado di garantire prestazioni fino a 11 TOPS.

### Memoria
Il chip M1 è dotato di una memoria unificata UMA (Unified Memory Architecture) di tipo LPDDR4X-4266 128-bit condivisa tra tutti i componenti del chip ed è disponibile nelle configurazioni da 8 GB o 16 GB.
Sia il die che la memoria sono montati nello stesso System-On-Chip (SoC).

### Video Encode / Decode
L'Apple M1 è dotato di codificatori/decodificatori che hanno il compito di codificare e/o decodificare flussi video in modo accelerato.
|           |                     | Encode | Decode |
| --------- | ------------------- | ------ | ------ |
| MPEG VCEG | AVC1 H.264          | ✓      | ✓      |
| MPEG VCEG | HEVC H.265 (8 bit)  | ✓      | ✓      |
| MPEG VCEG | HEVC H.265 (10 bit) | ✓      | ✓      |
| MPEG VCEG | VVC H.266           | ✘      | ✘      |
| Google    | VP8                 | ✓      | ✓      |
| Google    | VP9                 | ✓      | ✓      |
| Google    | AV1                 | ✘      | ✓      |
|           | VC-1                | ✘      | ✓      |
|           | JPEG                | ✓      | ✓      |

### Altri componenti
È presente un image signal processor (ISP), un controller PCIe, un Secure Enclave, e un controller USB4 che include il supporto alla tecnologia Thunderbolt 3.
La componentistica di Apple M1 è la seguente:
| CPU Firestorm (3,20 GHz) | CPU Firestorm (3,20 GHz) | CPU Icestorm (2,00 GHz) | CPU Icestorm (2,00 GHz) | UMA (4/8 GB) |
| 192+128 KB               | 192+128 KB               | 128+64 KB               | 128+64 KB               | UMA (4/8 GB) |
| CPU Firestorm (3,20 GHz) | CPU Firestorm (3,20 GHz) | CPU Icestorm (2,00 GHz) | CPU Icestorm (2,00 GHz) | UMA (4/8 GB) |
| 192+128 KB               | 192+128 KB               | 128+64 KB               | 128+64 KB               | UMA (4/8 GB) |
| Cache 12 MB              | Cache 12 MB              | Cache 4 MB              | Cache 4 MB              |              |
| GPU                      | GPU                      | GPU                     | GPU                     | UMA (4/8 GB) |
| GPU                      | GPU                      | GPU                     | GPU                     | UMA (4/8 GB) |
|                          |                          |                         |                         | UMA (4/8 GB) |
| NPU                      | NPU                      | NPU                     | NPU                     | UMA (4/8 GB) |
| NPU                      | NPU                      | NPU                     | NPU                     | UMA (4/8 GB) |
| NPU                      | NPU                      | NPU                     | NPU                     | UMA (4/8 GB) |
| NPU                      | NPU                      | NPU                     | NPU                     | UMA (4/8 GB) |

## Configurazioni
Il chip Apple M1 è disponibile nelle seguenti configurazioni:
- CPU 8-core (4 Performance core e 4 Efficiency core), GPU 7-core, Neural Engine 16‑core
- CPU 8-core (4 Performance core e 4 Efficiency core), GPU 8-core, Neural Engine 16‑core

Memoria: 8/16 GB.

## Prestazioni e benchmark
Le migliori prestazioni registrate da Apple M1 sono le seguenti:
|                        |                        |  |      |      |
| ---------------------- | ---------------------- |  | ---- | ---- |
| Apple M1 (Single-Core) | Apple M1 (Single-Core) |  | 1762 | 1762 |
|                        |                        |  |      |      |
| Apple M1 (Multi-Core)  | Apple M1 (Multi-Core)  |  | 7718 | 7718 |

## Applicazioni predisposte
Sin dal lancio di Apple M1, molti sviluppatori hanno contribuito alla ricompilazione delle proprie app, al fine di poter girare con istruzioni ARM in modo nativo nella piattaforma Silicon senza quindi necessità di essere gestite da Rosetta 2 che si occupa di tradurre codice x86 proveniente da app non native (al fine di poter essere comunque supportate da queste piattaforme).
Di seguito, alcune delle app più conosciute già native:
- Affinity Suite (Designer, Photo, Publisher)
- Cinema 4D
- Clip Studio Paint
- Compressor
- Darkroom
- DaVinci Resolve
- djay Pro AI
- EasyDraw
- Final Cut Pro
- Gaveira
- HandBrake
- Pages, Numbers, Keynote
- Logic Pro
- Luna Display
- Office 2019
- Suite Omni (Focus, Graffle, Outline, Planner)
- Motion
- Pixelmator 2
- Ulysses
- Unity
- Xcode

Inoltre, anche applicativi minori quali per prestazioni e monitoraggio di sistema come Sense, iStat Menu e GeeckBench 5 o di messaggistica come Telegram e Twitter sono già predisposte a girare in modo nativo nel sistema ARM.

## Dispositivi
- (2020): MacBook Air
- (2020): MacBook Pro 13"
- (2020): Mac mini
- (2021): iMac 24”
- (2021): iPad Pro
- (2022): iPad Air